# Hybomitra pediontis
Hybomitra pediontis är en tvåvingeart som först beskrevs av Mcalpine 1961.  Hybomitra pediontis ingår i släktet Hybomitra och familjen bromsar. Inga underarter finns listade i Catalogue of Life.